# Yula moneta
Yula moneta là một loài bướm đêm trong họ Noctuidae.